# Lorenzo Mangiante
Lorenzo Mangiante  (Olasz Királyság, Brescia, 1891. március 14. – Brazília, Curitiba, 1936. június 15.) olimpiai bajnok olasz tornász.
Részt vett az 1912. évi nyári olimpiai játékokon Stockholmban. Egy torna versenyszámban indult, a csapatverseny meghatározott szereken és aranyérmes lett. 
Az első világháború után részt vett az 1920. évi nyári olimpiai játékokon Antwerpenban, mint tornász. Európai rendszerű csapat versenyben ismét aranyérmes lett.